# Gare d'Héricy
La gare d'Héricy est une halte ferroviaire française de la ligne de Corbeil-Essonnes à Montereau, située dans la commune d'Héricy (département de Seine-et-Marne).
C'est une halte SNCF desservie par des trains de la ligne R du Transilien.

## Situation ferroviaire
Établie sur la rive nord de la Seine, elle se situe au point kilométrique 72,828 de la ligne de Corbeil-Essonnes à Montereau. Elle suit la gare de Fontaine-le-Port et précède la gare de Vulaines-sur-Seine - Samoreau.

## Histoire

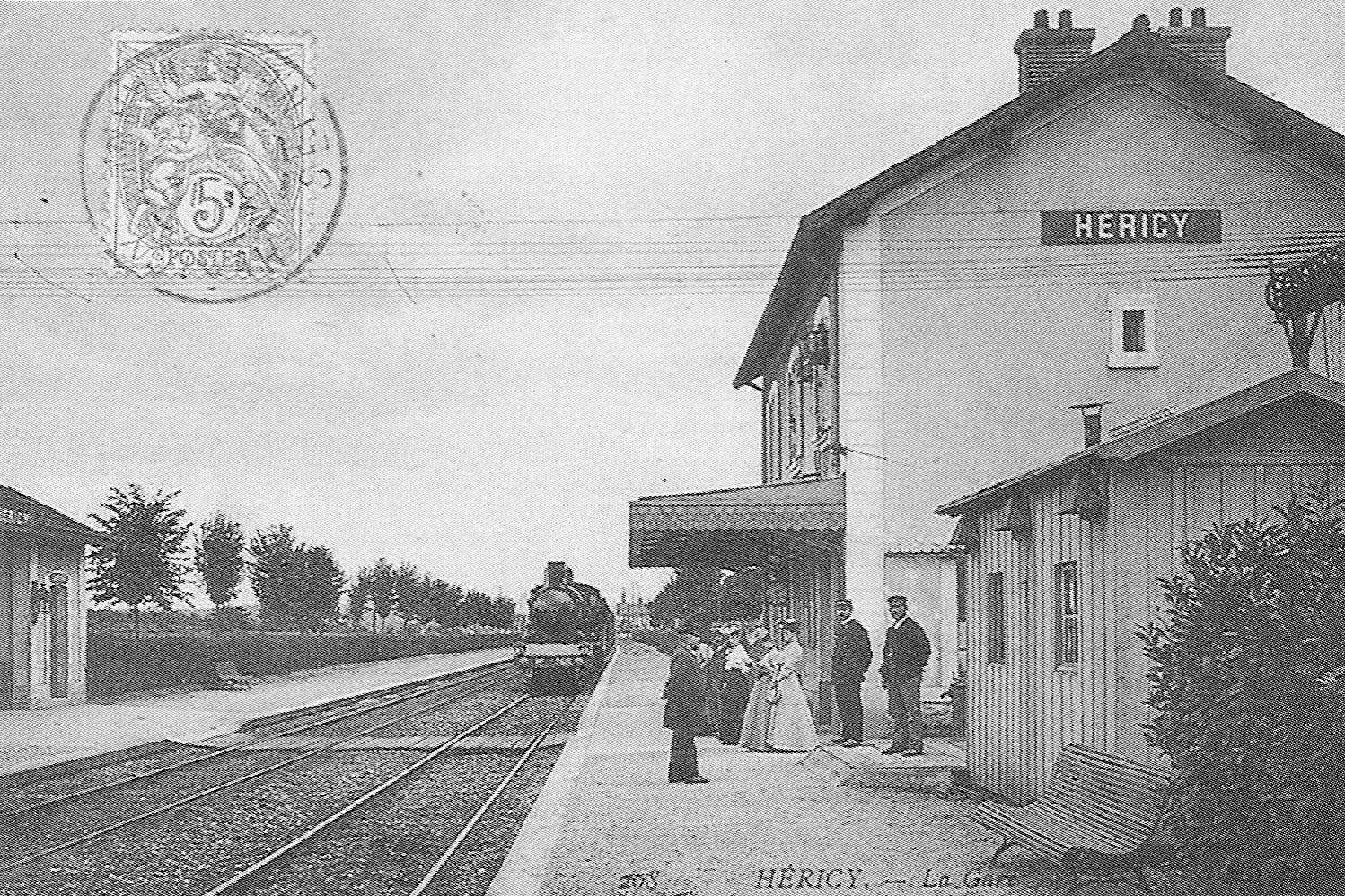
Vue de l'intérieur de la gare au début du XXe siècle.

En 2018, la SNCF estime la fréquentation annuelle de cette gare à 56 202 voyageurs. Ce nombre s'élève à 58 225 pour 2017.
L'année 2024 marque un nouveau record de fréquentation pour la gare. Selon les estimations de la SNCF, 95 669 voyageurs ont transité par Héricy au cours de l'année.

## Service des voyageurs

### Accueil

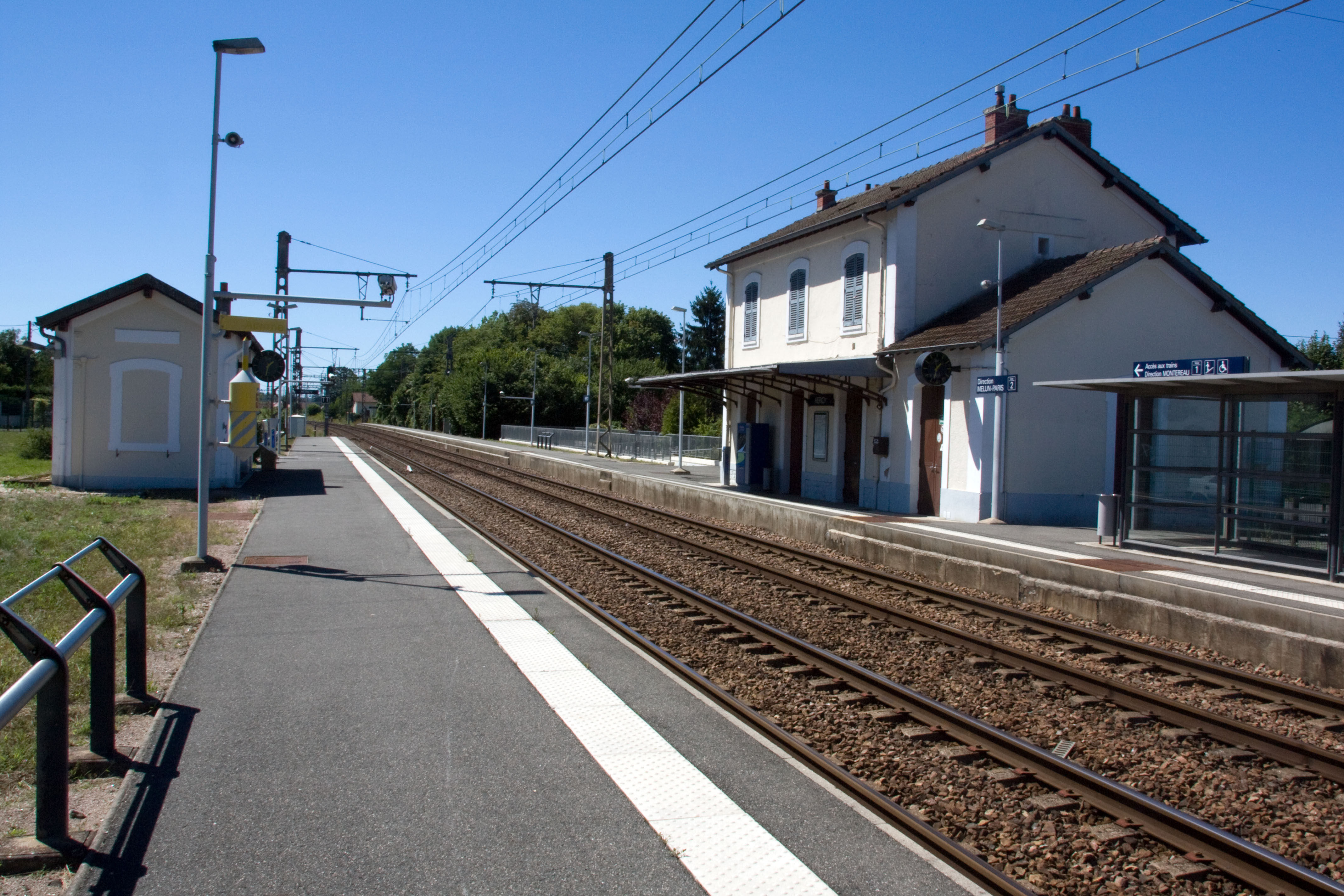
À gauche : la voie 1 en direction de Montereau ; à droite : la voie 2 en direction de Melun.

La gare possède un bâtiment voyageurs qui est actuellement fermé. Aucun service commercial n'y est assuré.
Un passage souterrain permet l'accès aux quais.

### Desserte
La halte est desservie par les trains omnibus de la ligne R du Transilien circulant entre Melun et Montereau.

### Intermodalité
La gare est desservie par les lignes 3404, 3405 et 3412 du réseau de bus Fontainebleau - Moret. Elle dispose d'un parking gratuit d'une capacité de 200 places.